# Partamona
Partamona es un género de himenópteros apócritos de la familia Apidae. Schwarz en 1938 describió el género y 33 especies (Pedro y Camargo 2003). La distribución geográfica es Sonora, Chihuahua y San Luis Potosí, en México, Mato Grosso, en Brasil y este de Perú.

## Características de los nidos
Las especies de abejas del género Partamona son constructoras de los más formidables nidos que se conocen, especialmente en relación con la estructura de entrada. Nada es comparable con la diversidad y ornamentos que estas abejas producen.
Estas Meliponini nidifican en los más diversos y variados sustratos, como cavidades subterráneas, asociados a nidos de otros insectos sociales como termiteros activos, huecos de árboles, rocas, nidos de hormigas arborícolas, nidos de aves abandonados, nidos en desuso dejados en ramas o en cavidades de troncos. 
El material básico para sus nidos es cera y resinas vegetales, puras o mezcladas. Algunas especies utilizan barro mezclado con resinas, en partes específicas del nido, como en estructura de entrada. Estas obtienen la tierra de los termiteros, o de lugares como márgenes de los ríos, transportándola en las corbículas.
Para la fundación de nuevas colonias estas abejas transportan alimento y materiales para las primeras construcciones.
Otra particularidad de las especies de Partamona que construyen nidos semiexpuestos o en interior de troncos huecos por termiteros, es que la entrada se comunica con el vestíbulo, por medio de canales construidos con tierra o resina, formando a veces grandes masas que se confunden con el sustrato.
La población de una colonia de Partamona varía aproximadamente entre 1000 y 3000 individuos adultos.

## Filogenia
Todas las especies de la rama de Partamona bilineata/epiphytophila son endémicas del sudoeste de Amazonia (P. epiphytophila) y del noreste de Perú hasta México (P. peckolti, P. aequatoriana, P. musarum, P. xanthogastra, P. orizabaensis y P. bilineata) no son termitófilas (no construyen nidos en termiteros). Solo P. peckolti ocasionalmente nidifica en termiteros arborícolas.
Todas las demás especies de Partamona son termitófilas y endémicas de América del Sur, del este de los Andes (excepto P. helleri, que es endémica del sudeste de Brasil que solo a veces nidifica en territorios activos. Esta congruencia en la distribución geográfica corrobora que la termitofilia fue una novedad comportamental que surgió por única vez en la historia del género Partamona. Camargo y Pedro 2003.

## Especies
- Partamona bilineata (Say, 1837) ocupa las tierras bajas de México hasta Guatemala. El nido y los laberintos de entrada son construidos con tierra y resina. Es endémica desde el noreoeste de Perú a las tierras bajas de México. No son termitófilas.
- Partamona xanthogastra Pedro & Camargo, 1997 es endémica de las selvas en el oeste de Panamá. Nidifica sobre raíces de plantas epífitas.
- Partamona orizabaensis (Strand, 1919).
- Partamona peckolti (Friese, 1901).
- Partamona aequatoriana Camargo, 1980.
- Partamona musarum (Cockerell, 1917).
- Partamona epiphytophila. Pedro & Camargo, 2003.
- Partamona testacea. (Klug, 1807)
- Partamona mourei. Camargo, 1980.
- Partamona vicina. Camargo, 1980.
- Partamona auripennis. Pedro & Camargo, 2003.
- Partamona combinata. Pedro & Camargo, 2003.
- Partamona chapadicola. Pedro & Camargo, 2003.
- Partamona nhambiquara. Pedro & Camargo, 2003.
- Partamona ferreirai. Pedro & Camargo, 2003.
- Partamona pearsoni. (Schwarz, 1938).
- Partamona gregaria. Pedro & Camargo, 2003.
- Partamona batesi. Pedro & Camargo, 2003.
- Partamona ailyae. Camargo, 1980.
- Partamona cupira. (Smith, 1863).
- Partamona mulata. Moure, in Camargo, 1980.
- Partamona seridoensis. Pedro & Camargo, 2003.
- Partamona criptica. Pedro & Camargo, 2003.
- Partamona rustica. Pedro & Camargo, 2003.
- Partamona helleri. (Friese, 1900).